# 61 î.Hr.

## Decese
- dată necunoscută: Andronicus din Rhodos  (n. ?)
- dată necunoscută: Orgetorix  (n. ?)